# Lliga grega de futbol

Logotip

La lliga grega de futbol, anomenada Super Lliga Grega (en grec Σούπερ Λίγκα Ελλάδα, Souper Ligka Ellada), és la màxima competició grega per a clubs de futbol.

## Història
El primer campionat grec es disputà entre 1906 i 1912 i fou organitzat per la SEGAS (l'Associació Grega de Gimnàstica i Atletisme, en grec Σύνδεσμος Ελληνικών Γυμναστικών Αθλητικών Σωματείων, Syndesmos Ellinikon Gymnastikon Athlitikon Somateίon). Als anys vint es començaren a disputar els campionats regionals. El 1922-23, la EPSE (Unió de les Associacions de Futbol de Grècia, en grec Ένωση Ποδοσφαιρικών Σωματείων Ελλάδα, Enosi Podosfairikon Somateίon Ellada) organitzà un campionat nacional entre els campions dels principals campionats regionals (Atenes, El Pireu, Salònica i Patras). A partir de 1927 els campionat fou organitzat per la EPO (Federació Grega de Futbol, en grec Ελληνική Ποδοσφαιρική Ομοσπονδία, Elliniki Podosferiki Omospondia). Fins al 1959 rebé el nom de Campionat Grec o Campionat Pan-hel·lènic. A partir de l'any següent es començà a disputar la Lliga Nacional (Alpha Ethniki, Primera Divisió), esdevenint un campionat professional. El 16 de juliol de 2006, la primera divisió es convertí en Super Lliga Grega.

## Equips participants temporada 2023-24
| Club                | Ciutat   |
| ------------------- | -------- |
| AEK Atenes FC       | Atenes   |
| Aris Salònica FC    | Salònica |
| FC Asteras Tripolis | Trípoli  |
| Atromitos FC        | Atenes   |
| PAS Lamia           | Làmia    |
| Panserraikos        | Serres   |
| OFI Creta           | Iràklio  |
| Olympiacos FC       | El Pireu |
| Panaitolikos GFS    | Agrínion |
| Panathinaikos FC    | Atenes   |
| AE Kifisias         | Kifissià |
| PAOK Salònica FC    | Salònica |
| Volos NPS           | Volos    |
| PAS Ioànina         | Ioànina  |

## Historial

### Campionat grec / Lliga grega
(Entre parèntesis els campionats acumulats a partir de la creació de la Federació Grega de Futbol.)
Campionat Pan-hel·lènic (SEGAS)
- 1906:  Ethnikos GS (Atenes)
- 1907:  Ethnikos GS (Atenes)
- 1908:  FC Goudi (Atenes)
- 1909:  Piraikos Sindesmos
- 1910:  FC Goudi (Atenes)
- 1911:  Panelinios Podosferikos Omilos
- 1912:  Panelinios Podosferikos Omilos
- 1913:  FC Goudi (Atenes)
- 1914:  Athinaikos SP

Campionat Pan-hel·lènic (EPSE)
- 1921-22:   Panelinios Podosferikos Omilos
- 1922-23:   Piraikos Sindesmos
- 1923-24: APS Piraeus

Campionat Pan-hel·lènic (EPO)
- 1927-28:  Aris Thessaloniki (1)
- 1928-29: no es disputà
- 1929-30:  Panathinaikos AO (1)
- 1930-31:  Olympiakos SFP (1)
- 1931-32:  Aris Thessaloniki (2)
- 1932-33:  Olympiakos SFP (2)
- 1933-34:  Olympiakos SFP (3)
- 1934-35: no es disputà
- 1935-36:  Olympiakos SFP (4)
- 1936-37:  Olympiakos SFP (5)
- 1937-38:  Olympiakos SFP (6)
- 1938-39:  AEK Athinai (1)
- 1939-40:  AEK Athinai (2)
- 1941-45: no es disputà
- 1945-46:  Aris Thessaloniki (3)
- 1946-47:  Olympiakos SFP (7)
- 1947-48:  Olympiakos SFP (8)
- 1948-49:  Panathinaikos AO (2)
- 1949-50: no es disputà
- 1950-51:  Olympiakos SFP (9)
- 1951-52: no es disputà
- 1952-53:  Panathinaikos AO (3)
- 1953-54:  Olympiakos SFP (10)
- 1954-55:  Olympiakos SFP (11)
- 1955-56:  Olympiakos SFP (12)
- 1956-57:  Olympiakos SFP (13)
- 1957-58:  Olympiakos SFP (14)
- 1958-59:  Olympiakos SFP (15)

Primera Divisió (Alpha Ethniki)
- 1959-60:  Panathinaikos AO (4)
- 1960-61:  Panathinaikos AO (5)
- 1961-62:  Panathinaikos AO (6)
- 1962-63:  AEK Athinai (3)
- 1963-64:  Panathinaikos AO (7)
- 1964-65:  Panathinaikos AO (8)
- 1965-66:  Olympiakos SFP (16)
- 1966-67:  Olympiakos SFP (17)
- 1967-68:  AEK Athinai (4)
- 1968-69:  Panathinaikos AO (9)
- 1969-70:  Panathinaikos AO (10)
- 1970-71:  AEK Athinai (5)
- 1971-72:  Panathinaikos AO (11)
- 1972-73:  Olympiakos SFP (18)
- 1973-74:  Olympiakos SFP (19)
- 1974-75:  Olympiakos SFP (20)
- 1975-76:  PAOK Thessaloniki (1)
- 1976-77:  Panathinaikos AO (12)
- 1977-78:  AEK Athinai (6)
- 1978-79:  AEK Athinai (7)
- 1979-80:  Olympiakos SFP (21)
- 1980-81:  Olympiakos SFP (22)
- 1981-82:  Olympiakos SFP (23)
- 1982-83:  Olympiakos SFP (24)
- 1983-84:  Panathinaikos AO (13)
- 1984-85:  PAOK Thessaloniki (2)
- 1985-86:  Panathinaikos AO (14)
- 1986-87:  Olympiakos SFP (25)
- 1987-88:  AE Larisa (1)
- 1988-89:  AEK Athinai (8)
- 1989-90:  Panathinaikos AO (15)
- 1990-91:  Panathinaikos AO (16)
- 1991-92:  AEK Athinai (9)
- 1992-93:  AEK Athinai (10)
- 1993-94:  AEK Athinai (11)
- 1994-95:  Panathinaikos AO (17)
- 1995-96:  Panathinaikos AO (18)
- 1996-97:  Olympiakos SFP (26)
- 1997-98:  Olympiakos SFP (27)
- 1998-99:  Olympiakos SFP (28)
- 1999-00:  Olympiakos SFP (29)
- 2000-01:  Olympiakos SFP (30)
- 2001-02:  Olympiakos SFP (31)
- 2002-03:  Olympiakos SFP (32)
- 2003-04:  Panathinaikos AO (19)
- 2004-05:  Olympiakos SFP (33)
- 2005-06:  Olympiakos SFP (34)

Super Lliga Grega
- 2006-07:  Olympiakos SFP (35)
- 2007-08:  Olympiakos SFP (36)
- 2008-09:  Olympiakos SFP (37)
- 2009-10:  Panathinaikos AO (20)
- 2010-11:  Olympiakos SFP (38)
- 2011-12:  Olympiakos SFP (39)
- 2012-13:  Olympiakos SFP (40)
- 2013-14:  Olympiakos SFP (41)
- 2014-15:  Olympiakos SFP (42)
- 2015-16:  Olympiakos SFP (43)
- 2016-17:  Olympiakos SFP (44)
- 2017-18:  AEK Athinai (12)
- 2018-19:  PAOK Thessaloniki (3)
- 2019-20:  Olympiakos SFP (45)
- 2020-21:  Olympiakos SFP (46)
- 2021-22:  Olympiakos SFP (47)
- 2022-23:  AEK Athinai (13)
- 2023-24:  PAOK Thessaloniki (4)
- 2024-25:  Olympiakos SFP (48)